# Maccabi Jaffa FC

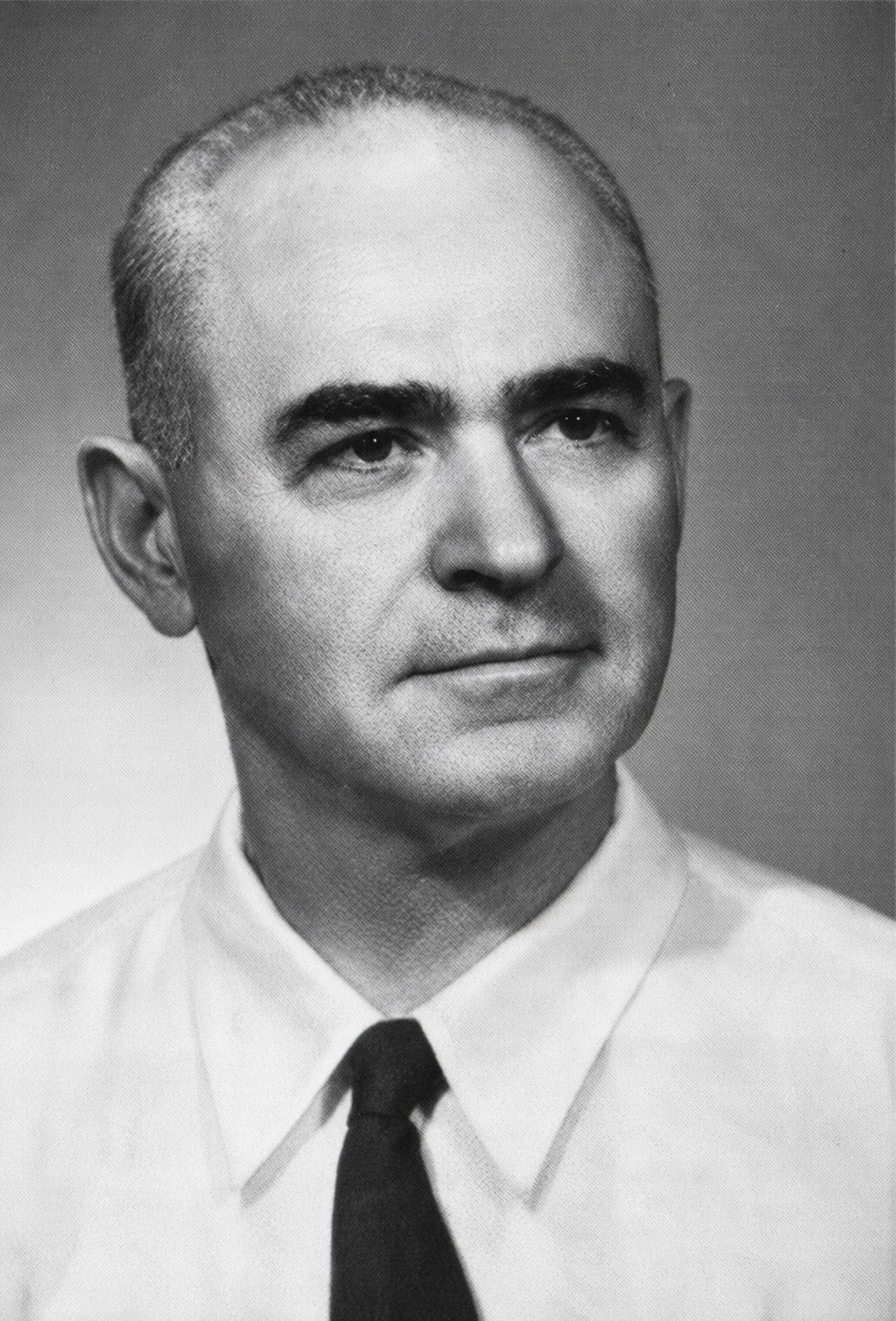
Albert Kiyosso, fundador del "Zionist association of Maccabi Jaffa".

El Maccabi Jaffa Football Club fue un equipo de fútbol de Israel que alguna vez jugó en la Ligat ha'Al, la liga de fútbol más importante del país.

## Historia
Fue fundado en el año 1949 en la ciudad de Jaffa por inmigrantes judíos de Bulgaria encabezados por su fundador Albert Kiyosso (1898-1963), propietario del Maccabi Bulgaria, con el nombre Zionist Association of Maccabi Jaffa. Los miembros del club donaron dinero para construir su sede llamada The Tin Stadium, logrando el ascenso a la Ligat ha'Al por primera vez en la temporada 1954/55, liga que durante la década de los años 50s el club estuvo en los puestos bajos de la tabla, aunque en la temporada 1956/57 llegó a la final de la Copa de Israel, la cual perdieron ante el Hapoel Petah Tikva. Descendieron en la temporada 1969/70 tras 14 temporadas en la máxima categoría.
El club estuvo cerca de ser campeón nacional, pero lo más cerca que estuvo fueron tres subcampeonatos. En 1970 retornaron a la máxima categoría, pero durante esa década fueron un equipo mediocre, excepto en la temporada 1976/77, en la que lograron el subcampeonato y en 1980/81 quedaron terceros.
Posteriormente el club vino a menos, descendiendo en la temporada 1986/87 a la Liga Leumit. En la temporada 1991/92 ganaron su primer título importante, la Copa Toto de la Liga Leumit; y para la temporada 1994/95 lograron su retorno a la Ligat ha'Al y ganaron la Copa Toto por segunda vez, aunque descendieron en la temporada 1998/99 tras tener la peor temporada en su historia con sólo 10 puntos (2 triunfos, 4 empates y 24 derrotas), donde perdieron dinero y quedaron inmersos en profundas deudas.
A la temporada siguiente se supone que jugarían en la Liga Leumit, pero los problemas financieros los mandaron a la Cuarta División tras haber jugado solamente un partido. Cambiaron su nombre a Maccabi Jaffa 2000 y terminaron en el noveno lugar; y luego de eso, el club desapareció, la mayoría de sus jugadores se fueron al AS Ramat-Elyahu, usaron su estadio y su escudo.
Jugaron 32 temporadas en la Ligat ha'Al, estando en el puesto 14 de la clasificación histórica de la Liga y su único torneo internacional fue la Copa Intertoto 1977, donde terminaron últimos en su grupo.

## Palmarés
- Liga Leumit: 3

1970/71, 1994/95, 1997/98
- Copa Toto: 3

1991/92, 1992/93, 1997/98

## Participación en competiciones internacionales
- Copa Intertoto: 1 aparición

1977 - 4º Lugar Grupo A

## Jugadores destacados
- Omri Afek